# 巴尼奧
巴尼奧是非洲中西部國家喀麥隆的城鎮，由阿達馬瓦省負責管轄，位於該國北部，毗鄰與尼日利亞接壤的邊界，海拔高度1,259米，鎮上有機場設施，2001年人口33,300。